# Жутокљуни тукан
Жутокљуни тукан (лат. Selenidera spectabilis) врста је птице из породице Ramphastidae познат још под именом Касинов арасари. Живи у Еквадору, Колумбији, Коста Рики, Никарагви, Панами и Хондурасу.
Дужина одрасле јединке жутокљуног тукана је око 38 cm и маса између 175 и 245 грама.